# Fraissinet de Losera
Fraissinet de Losera (en francès Fraissinet-de-Lozère) és un municipi del departament francès del Losera, a la regió d'Occitània.